# 玉楼梦
《玉楼梦》，又名《玉莲梦》，是朝鲜王朝后期文人南永鲁所作的一部长篇小说，被部分学者认为是续《九云梦》、《谢氏南征记》之后，朝鲜古典小说的巅峰之作。这部章回小说共有64章，40多万字，篇幅数倍于《九云梦》。北京大学教授韦旭昇称其为“朝鲜古典文学中的《战争与和平》”:5:351他亦将《玉楼梦》在朝鲜文学史上的艺术成就与《红楼梦》在中国文学史的地位相等同，而将《春香传》和中国的《梁山伯与祝英台》相比较:314-315。
《玉楼梦》有国文笔写本、活字本、汉文笔写本、汉文悬吐活字本等多个版本:1160。小说从主题、题材、情节和人物上与金万重的《九云梦》很相似，同时也吸收了《谢氏南征记》中的妻妾争斗，扬善惩恶等成份。此外，《玉楼梦》还囊括了同期朝鲜小说中爱情奇缘、战地英雄、神魔鬼怪、家庭伦理、忠奸之争等小说内容，是这类作品的集大成之作:361:201-203。《玉楼梦》继承了《九云梦》天界、人间的双重空间结构。但《玉楼梦》在对杨昌曲达到人生功名成就、家庭和睦隆昌的最高境界后，并没有像《九云梦》那样否定现实人生，也没有传达“人生如梦”的虚无思想，而是还展开了对第二代的描写，使情节结构更为开放，给人“人生代代无穷已，江月年年望相似”的人世沧桑与历史纵横感。这样的情节安排，体现了作者对人生的执著追求，也凸显了这部作品与朝鲜以往梦字类小说在价值取向上的分野:27-49。

## 情节
在玉皇大帝为庆贺白玉楼落成的宴会上，文昌星作诗流露出对世俗人间的向往，并与前来助兴的玉女、诸天仙女、天妖星、红鸾星、桃花星五位女星君醉倒在白玉楼。观音菩萨见到后作法将象征文昌星和五位仙女的一朵莲花和五颗明珠洒落人间，莲花化为玉莲峰。数百年后，玉莲峰山下出现了村落。村中的杨处士和夫人在玉莲峰观音像前求子，如愿喜得贵子杨昌曲，即文昌星在人间的投胎。代表五位仙女的明珠也分别投胎人间，并陆续与杨昌曲结缘，建立起两妻三妾的家庭。:2:1160-1161
故事以中国明朝为舞台。杨昌曲是位文可安邦，武可定国的封建社会完美男人。他在16岁赴京赶考途中，与青楼女子江南红结缘。江南红因地位低下只能为妾。她向杨昌曲介绍杭州刺使的大家闺秀尹小姐为妻。送走杨昌曲后，江南红自愿作了尹小姐的丫鬟。江南红后遭苏州刺使的逼迫，为保贞洁投河自尽。幸好被尹小姐派去的潜水高手暗中相救，逃亡南方，后学了一身的武艺，成为女侠。杨昌曲得知江南红“死”讯后悲痛欲绝。他后来登进士第，成为翰林学士。权臣黄老阁赏识杨昌曲的才华，想把自己的女儿嫁给他。皇上也希望他和黄老阁联婚。但杨昌曲执意娶尹小姐为妻。皇帝发怒将他流放到江州。杨昌曲在江州与一位擅长音乐的青楼淑女碧城仙结缘。她的出现引起黄小姐的嫉妒，遭到百般迫害，但每次都逢凶化吉，还在危难之时救了太后。黄小姐最后受到惩罚，但碧城仙却原谅了她。杨昌曲结束贬谪生活后，又被朝廷重用。在皇上的干预下，他不得不和黄小姐结婚。南蛮入侵，他被封为大元帅出征，在战场上与女扮男装的江南红相遇。江南红遂逃到明军队伍成为副元帅。祝融国的公主一枝莲在战场上被江南红俘虏。她对杨昌曲产生爱慕之情，回营后即劝告他的父王投降。在杨府，黄氏嫉妒碧城仙的贤能，欲将她毒死。碧城仙受尽欺凌，被迫躲藏在山村。杨昌曲平定南方后回京，遭奸臣陷害，被流放云南。之后，北方胡人入侵，攻陷京城，王室避难远逃。杨昌曲再次被重用，打败了入侵的胡人。皇上发现黄氏阴谋后，惩罚了她。黄氏悔过自新，碧城仙重新回到杨府。杨昌曲与尹、黄两位夫人和江南红、碧城仙、一枝莲三妾白头偕老，享尽人间荣华富贵后返回天界。:352-353:1161-1162
杨昌曲与江南红之子杨长星和尹夫人之子杨庆星也是出色的人才。两人少年及第。南蛮入侵楚国时杨长星被任命为大元帅，率军远征，大胜回朝。之后，在皇上的撮合下，娶了楚国郡主楚玉为妻。回到朝廷后，杨长星又铲除了奸臣董红。不久，匈奴在北方联合蒙古、女真、吐蕃入侵明朝，杨长星陪天子御驾亲征，大胜而归。杨昌曲父子两代都成为朝廷重臣。:353

## 思想与文化内涵
《玉楼梦》在对杨家两代人的描述中，以“修身、齐家、治国、平天下”的儒家思想贯穿其中。在修身方面，作者将杨昌曲和他的儿子杨长星都塑造成科举高中，文武双全，忠孝两全的人才。在齐家方面作者对杨长星的婚姻要比杨昌曲的简单的多，主要是因为小说的重心是第一代人。作者对杨昌曲其它四个儿子的婚姻也有介绍，合在一起构成和睦的大家庭。在治国方面杨昌曲是以传统的方式解决党争，而杨长星则是先斩后奏，智斩奸臣，体现出少年锐气和实学作风。在平天下方面，杨昌曲父子都是打败外敌为国立功的英雄:19。除了儒家思想外，小说还体现了佛教和道教在朝鲜的现实意义。佛、道在小说中是拯救苦难的神异力量，有佛道合一的倾向，并带有功利色彩，是朝鲜佛道世俗化的表现:20-24。
在南永鲁生活的时代，朝鲜实学已经经过了“经世致用”、“利用厚生”、“实事求是”的发展阶段，并出现了集大成的丁若镛。小说反映出两方面的实学思想。首先是直面现实，追求实效。作者杨昌曲的人物塑造中体现出以民为本、兴利除弊的改革思想。这一实学精神在杨家第二代上得到更为鲜明的表现。杨长星智斩奸臣董红是实学务实精神解决党争问题的体现。而杨长星治理江西，改革科举制度，劝谏皇上节用为民都是实学以民为本的民主思想和兴利除弊的改革精神的表现。其次，作品以才学而不是出身衡量人，反对嫡庶制度。按照朝鲜王朝《经国大典》的规定妾的子孙（庶孽）不能参加選拔政治官員的文科科举考试，不能对生身之父和嫡出兄长呼父呼兄。16世纪开始，一大批出身贵族之门的庶子成为贵族社会中受歧视的阶层，成为当时一大社会问题。《玉楼梦》完全无视嫡庶制度，杨昌曲的五个儿子中，最出类拔萃的是妾江南红所生的杨长星，正夫人所生的杨庆星次之。杨昌曲最为重视的儿子杨仁星也是妾所生的。:24-26
作者对封建一夫多妻制进行了美化。小说的主人杨昌曲公娶了两位正妻，纳了三位小妾。除了黄小姐外，其它四位都是才貌双全的女子。同时作者对黄小姐与碧城仙妻妾矛盾的描写也对一夫多妻制进行了反思。传统的妻妾观念在小说中也被彻底颠覆。江南红是为驰骋疆场的女侠，并建鸾城府，受官府俸禄。气质清弱的碧城仙凭借音乐完成了杨昌曲所不能完成的对皇上的讽谏，被封为女御史。她还假扮太后，使皇室在匈奴的包围中得以脱身。一枝莲则在战场上跟随杨昌曲拼杀，并护卫太后、皇后辗转镇南城，立下汗马功劳。但作者在提高和美化妾的同时也维护着正统的妻妾关系和家庭观念。比如江南红从一开始就没有想过一夫一妻的平等生活，在与杨昌曲私定终身后，向他推荐了有樛木之德的尹小姐作他的正妻。杨昌曲和江南红、碧城仙也没有婚礼。在江南红所生的儿子杨长星的婚礼上，江南红作为生母受到的是四拜之礼，而两位正夫人受到的是八拜的父母之礼。另外贞洁观也在小说中受到极为重视。尹小姐和黄小姐是出身高贵的大家闺秀，贞洁自然没问题，作者对此只字未提。一枝莲贵为公主，所以作者相信其贞洁。但江南红和碧城仙这两位主人公偏爱的宠妾，却由于是出身卑微的青楼女子，则需通过腕上鹦血红点证明其贞洁。小说通过对江南红腕上鹦血红点的描写表明她虽然是江南名妓，但在与杨昌曲结缘前是白玉无暇的。碧城仙腕上的鹦血红点是为她洗刷冤情的护身符。作者在对二人贞洁的证明与强调的同时，也暴露出内心深处的身份等级观念。作品同时也体现着女权主义思想。在《玉楼梦》中，女性可以实现自身价值，做男性所不能做到的事。女性不仅不需要男性的拯救，而且还能自救，并拯救男人。在作品中，江南红完全靠自己的力量就救了杨昌曲三次命。:27-35
《玉楼梦》继承了《九云梦》天界、人间的双重空间结构。但《玉楼梦》在对杨昌曲达到人生功名成就、家庭和睦隆昌的最高境界后，并没有像《九云梦》那样否定现实人生，也没有传达“人生如梦”的虚无思想，而是还展开了对第二代的描写，使情节结构更为开放，给人“人生代代无穷已，江月年年望相似”的人世沧桑与历史纵横感。这样的情节安排，体现了作者对人生的执著追求，也凸显了这部作品与朝鲜以往梦字类小说在价值取向上的分野。:27-49

## 作者
《玉楼梦》的作者南永鲁（1810-1857年），字林宗，号潭樵，是朝鲜肃宗时期领议政南九万（1629-1771年）的第五代后裔。南永鲁出生于其祖辈世居地京畿道龙人郡的花谷。他曾多次参加科举考试但都落榜。深感科举的腐败，他最后放弃科举，潜心诸子百家，清贫一生:1160:7。他所生活的时代经历了正祖、纯祖、宪宗、哲宗四位君王，是安东金氏和丰壤赵氏外戚轮流独揽朝鲜大权，“势道政治”最为猖狂的时期:7-8。南永鲁有位才貌双全的爱妾赵氏。由于出身低微，抑郁成疾，在病榻上以读小说为乐。有观点认为《玉楼梦》是南永鲁为抚慰爱妾的不平之心所作:1160:5。